# Agriopodes viridata
Agriopodes viridata är en fjärilsart som beskrevs av Harvey 1876. Agriopodes viridata ingår i släktet Agriopodes och familjen nattflyn. Inga underarter finns listade i Catalogue of Life.